# Ooencyrtus dipterae
Ooencyrtus dipterae är en stekelart som först beskrevs av Jean Risbec 1951.  Ooencyrtus dipterae ingår i släktet Ooencyrtus och familjen sköldlussteklar. Inga underarter finns listade i Catalogue of Life.